# الخضر (بولندا)
الخُضر (بالبولندية: Partia Zieloni)‏ هو حزب الخضر في بولندا. أُسس في سبتمبر في عام 2003 تحت اسم «الخُضر 2004»، وسُجِّل رسميًا في فبراير عام 2004. مثّلت آنّا غرودسكا الحزب في مجلس النواب البولندي بين عامي 2014 – 2015، لكن لم يكن له ممثلين من أعضاء مجلس الشيوخ البولندي. فاز الحزب بثلاثة مقاعد في مجلس النواب البولندي، كجزء من التحالف المدني.
إنّ الحزب عضو دولي في تجمع الأحزاب الخضراء في العالم «الخُضر العالميين»، وعُضو في حزب الخضر الأوروبي، ويتعاون مع كتلة الخضر/التحالف الأوروبي الحر في البرلمان الأوروبي.

## نبذة تاريخية
أُسس الحزب في عام 2003 من قِبل نشطاء من عدة حركات اجتماعية. وكان من بين الأعضاء المؤسسين علماء بيئة، ونسويّات، وأناس من مجتمع الميم، ونشطاء مناهضين للحرب. اهتمّت الحملة السياسية الأولى للحزب الناشئ بالاستفتاء على العضوية البولندية في الاتحاد الأوروبي، وكانت الحملة للتصويت ب«نعم». شارك حزب الخضر 2004 في الحراك ضد حرب العراق في عام 2003، وشارك في مسيرات المساواة، وفي الاحتجاجات الاجتماعية الأخرى في زمن «الجمهورية البولندية الرابعة» (2005 – 2007). أصبح اسم الحزب الرسمي ابتداءً من 3 مارس عام 2013 «بالبولندية: بارتيا جيلوني» أو «الخُضر»، بينما بقي اسم «الخُضر 2004» اسمًا تاريخيًا، وما يزال من الممكن استخدامه.

## نتائج الانتخابات

### انتخابات البرلمان الأوروبي عام 2004
حصل الخُضر في انتخابات البرلمان الأوروبي عام 2004 على 0.27% من الأصوات.

### انتخابات الرئاسة البولندية عام 2005
دعم الخُضر في انتخابات الرئاسة البولندية عام 2005 ماريك بوروفسكي رئيس حزب الديموقراطية الاجتماعية في بولندا، وقد حصل على 10.33% من الأصوات.

### الانتخابات المحلية البولندية عام 2006
في الانتخابات المحلية عام 2006، اختار الخُضر صيغة لتنظيم أنفسهم لبداية الانتخابات (لأنّ السلطات الوطنية للحزب رفضت الدعوة للتحالف مع ائتلاف اليسار والديموقراطيين). حصلت قائمة الخضر المستقلة في وارسو على 11210 صوت (1.68%)، والمركز السابع من أصل 14. حصل الخضر على أقل من 1% في مدينتي فروتسواف وغدانسك عن طريق اللجان المحلية التي أسسها الخُضر بالاشتراك مع منظمة الاشتراكيين الشباب. في المدن الأخرى، كان الأشخاص المرتبطين بالحزب مرشحين عن القوائم المحلية، وغير الحزبية بشكل رئيسي، أو من ائتلاف اليسار والديموقراطيين.

### الانتخابات البرلمانية البولندية عام 2007
تنافس الخضر في الانتخابات البرلمانية عام 2007 على مقعد واحد في مجلس الشيوخ.

### الانتخابات البرلمانية الأوروبية عام 2009
في فبراير عام 2009، شكّل الخُضر ائتلافًا دُعي «تحالفٌ من أجل المستقبل»، وشكّلوا مع حزب الديموقراطية الليبرالي الاجتماعي وحزب الديموقراطية الاجتماعية الديموقراطي الاشتراكي قائمة مشتركة للمشاركة في الانتخابات البرلمانية الأوروبية عام 2009.

### الانتخابات الرئاسية البولندية عام 2010
دعم الخُضر في الانتخابات الرئاسية عام 2010 رزيغورز نابيرالسكي، مُستندين في ذلك إلى تحليل برامج أهم المرشحين. حصل مرشح تحالف اليسار الديموقراطي على النتيجة الأعلى في تصنيف المؤشر الأخضر: 78 نقطة على مقياس يتراوح بين -200 +200 نقطة. تشجّع أعضاء الحزب على التصويت في الجولة الثانية، لكنهم لم يدعموا أيّا من المرشحين، مشيرين إلى سياستهم المحافظة ونيوليبراليتهم الاقتصادية.

### الانتخابات المحلية البولندية عام 2010
ترشح أعضاء الخُضر في الانتخابات المحلية عام 2010 في أغلب الحالات من قوائم تحالف اليسار الديموقراطي. فاز الخضر في هذه الانتخابات بخمسة مقاعد في المجالس المحلية والبرلمانات الإقليمية.

### الانتخابات البرلمانية البولندية عام 2011
في الانتخابات البرلمانية عام 2011، وجد ممثلي الحزب أنفسهم مجددًا في قوائم تحالف اليسار الديموقراطي، لكنهم لم يحصلوا على أي مقعد في مجلس النواب البولندي. حصل المرشحين الخُضر بأنفسهم على 23421 صوت، والتي شكلت 0.16% من الأصوات. كان العضو الوحيد من الخُضر هو رئيسهم داريوس زفيد الذي افتتح القائمة في دائرة كرزنو الانتخابية، إذ حصل على 3842 صوت.

## وصلات خارجية
- الموقع الرسمي (بالبولندية)